# Písnice
Písnice (německy Piesnitz) je městská čtvrť a katastrální území na jihu Prahy, tvořící od 24. listopadu 1990 součást městské části Praha-Libuš. Byla samostatnou obcí až do připojení k Praze v roce 1974, kdy byla zároveň podřízena MNV Praha-Libuš. Je zde evidováno 42 ulic a 496 adres. Na rozloze 3,67 km² zde trvale žije asi 4 tisíce obyvatel.

## Území
Písnice se skládá ze dvou urbanistických celků, výrazně oddělených nezastavěným pásem kolem Kunratické spojky a jejího pomyslného prodloužení. Jižní část, sestávající z rodinných domků, navazuje na historickou ves Písnici a tvoří s ní jeden celek. Severní část, zahrnující panelové sídliště Písnice i průmyslový areál bývalého masokombinátu, přiléhá z jihu k zástavbě Libuše.
V Písnici je střední odborné učiliště potravinářské, základní škola Písnice a zbrojnice Sboru dobrovolných hasičů. V areálu zrušeného masokombinátu Písnice je rozsáhlé logistické, obchodní a kulturní centrum vietnamské komunity SAPA.
Na území Písnice se nachází část přírodního parku Modřanská rokle-Cholupice a přírodní památky Modřanská rokle.

## Pamětihodnosti

### Kulturní památky
- Boží muka - ulice K Vrtilce. Boží muka pocházejí z konce 18. nebo počátku 19. století. Na dříku sloupu je umístěn zlacený reliéf Panny Marie.

### Přírodní památky
Při pomníku padlých v 1. světové válce byly roku 1928 vysazeny Lípy svobody na památku 10. výročí vzniku Československé republiky.

### Další stavby
- Písnický parní mlýn

## Doprava
Hlavní komunikací Písnice je ulice Libušská, která je součástí radiální komunikace z Krče přes Libuš do Dolních Břežan. Z ní odbočuje v Písnici na východ Kunratická spojka, která vede nezastavěnými oblastmi mezi Kunraticemi a Šeberovem k Jižnímu Městu.
Do staré Písnice jezdí tradičně autobusová linka 113, společně s ní též příměstské linky směrem do Dolních Břežan. Několik dalších autobusových linek končí v severní části Písnice.

### Budoucnost
V blízké budoucnosti se okolí Písnice výrazně změní. Vedle bývalého masokombinátu by mělo v průběhu druhé dekády 21. století vzniknout depo a zázemí pro novou linku pražského metra D. Zároveň je zde podle územního plánu plánovaná konečná stanice Písnice.
Později tady vznikne i významná silniční spojka mezi Pražským okruhem a budoucí dálnicí D3.[zdroj?]

## Název městské části
Skutečnost, že ve srovnání s Libuší je území Písnice podstatně větší (3,67 km² : 1,60 km²) a žije na něm (dle dat z prosince 2006) jen o něco méně obyvatel než na území Libuše (4 177 : 5 525) vedla k tomu, že dne 6. března 2007 rada městské části vyjádřila souhlas se změnou názvu městské části Praha-Libuš na Praha-Libuš-Písnice (či Praha – Libuš-Písnice, informace se různí), a to na základě opakovaných návrhů některých občanů. Oprávnění změnit název městské části však přísluší Zastupitelstvu hl. m. Prahy, které dosud nezveřejnilo, že by takový návrh obdrželo či projednávalo.
Podle některých informací by šlo o návrat ke stavu z roku 1974, kdy byl po připojení Písnice libušský MNV přejmenován na MNV Libuš-Písnice.

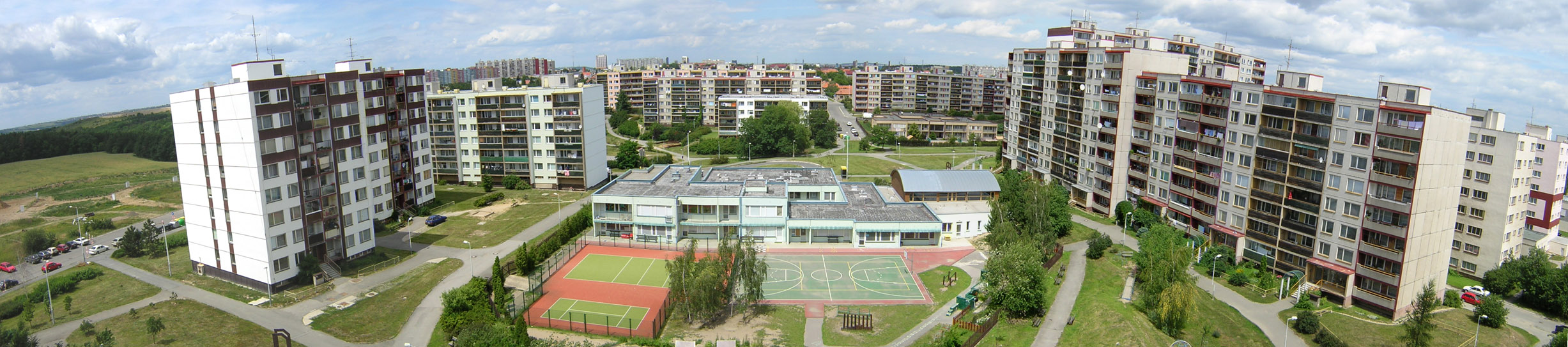
Panoramatický pohled na Sídliště Písnice

## Okolní čtvrti
S Písnicí sousedí na severu čtvrť Libuš, na západě Cholupice, na východě Kunratice a na jihovýchodě Hodkovice u Zlatníků (patřící do obce Zlatníky-Hodkovice) a obec Vestec u Prahy.

## Další fotografie

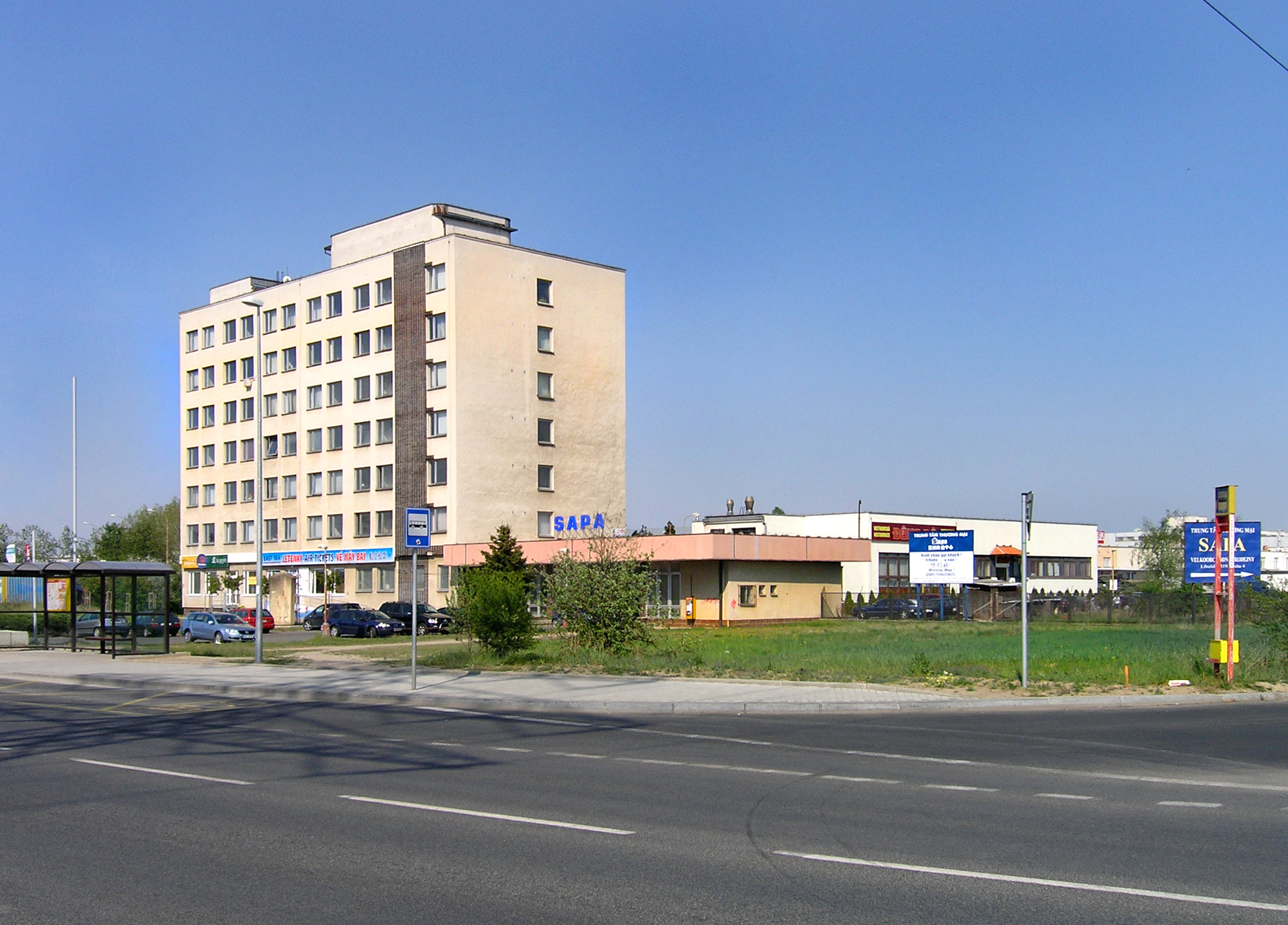
Bývalý masokombinát, nyní vietnamské komunitní centrum
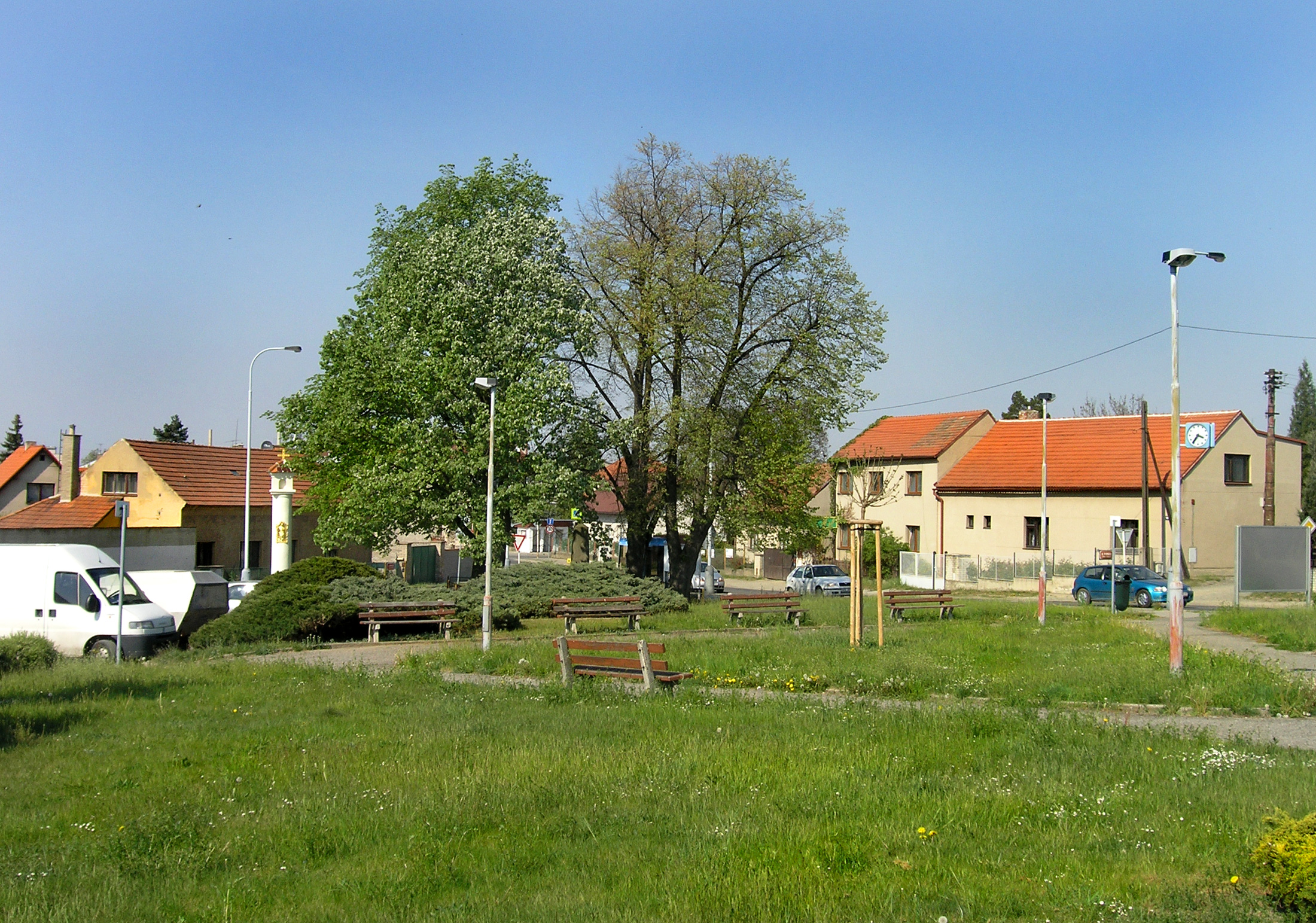
Náves
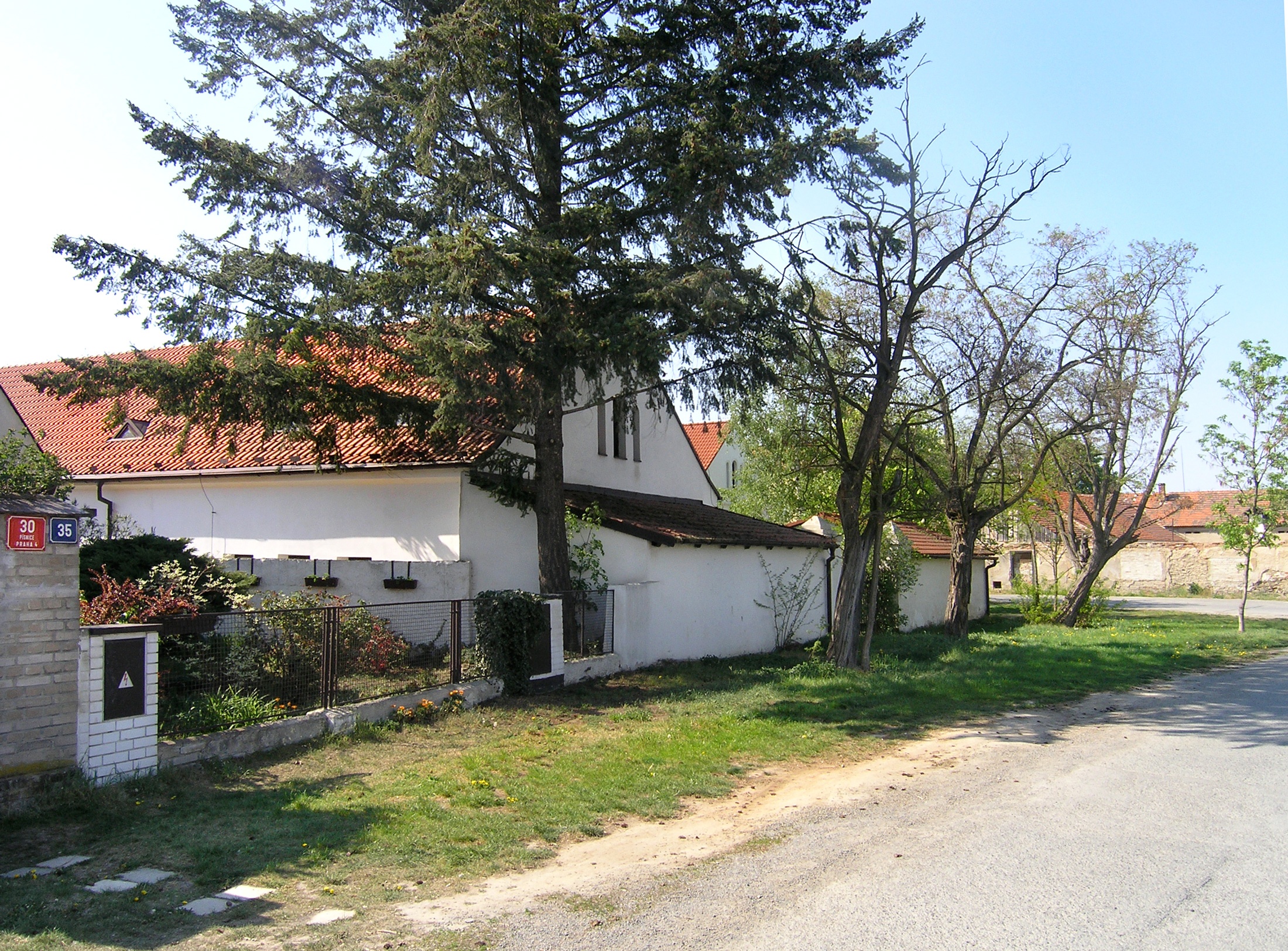
Bývalý statek
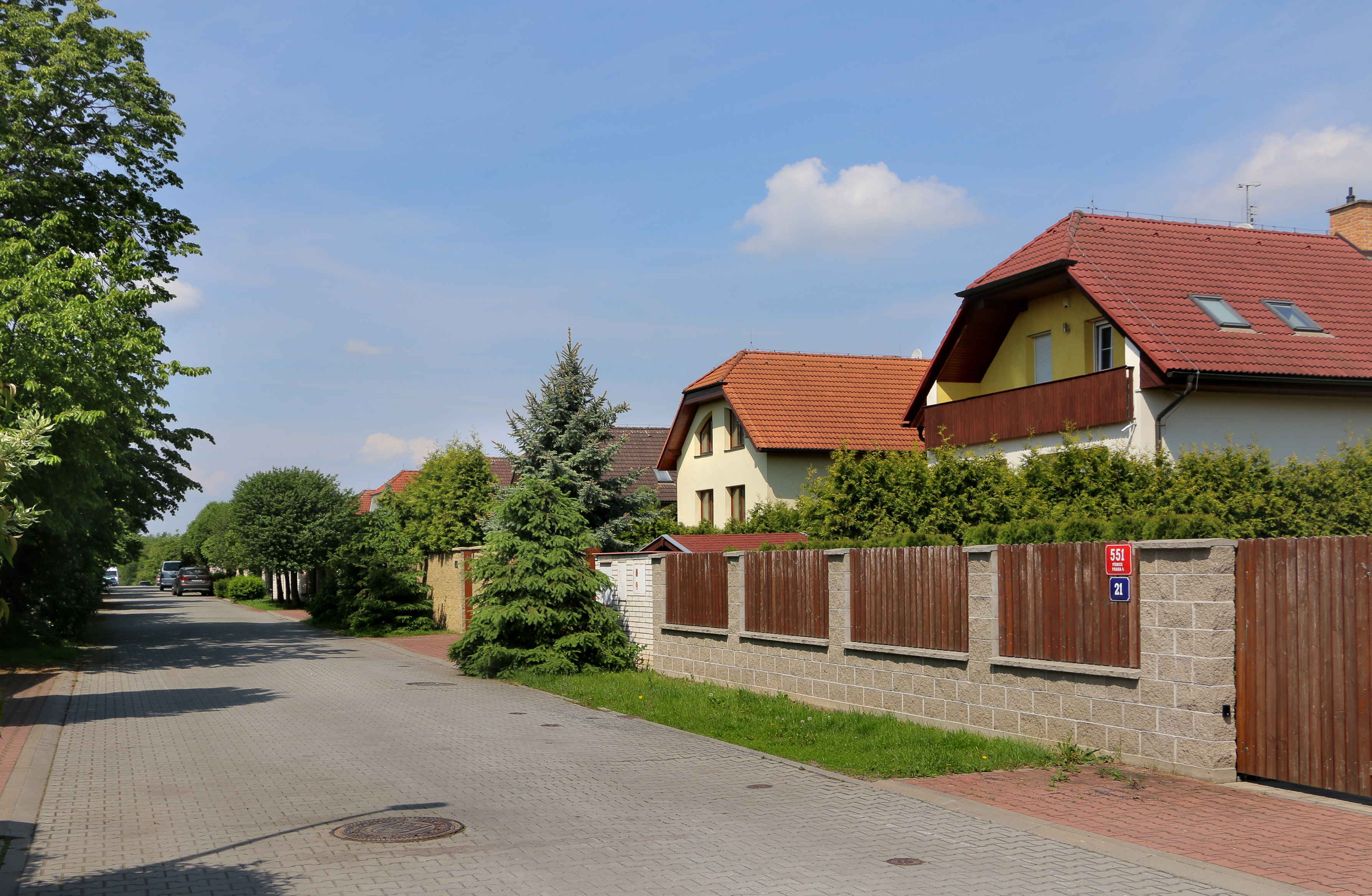
Vilová zástavba na severu vesnice